# Malaïa Ordynka

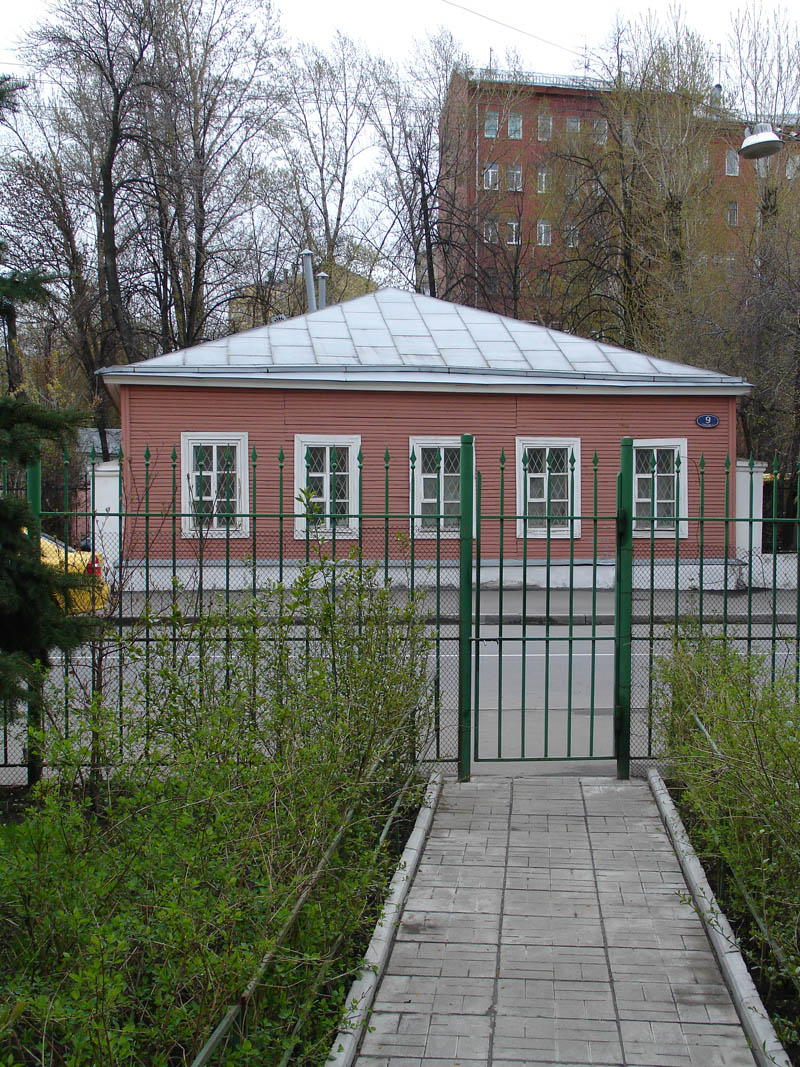
Maison de bois du début du XIXe siècle au n° 9, vue du jardin de l'église Saint-Nicolas.

La Malaïa Ordynka (Ма́лая Орды́нка, littéralement petite rue de la Horde) est une voie du centre historique de Moscou, capitale de la fédération de Russie.

## Situation et accès
Située dans le district administratif central de la ville, elle se trouve sur la rive gauche de Moscou et elle est typique de ces rues anciennes et pittoresques de ce quartier de la rive gauche de la Moskova (Zamoskvaritchié).
La rue est parallèle à la rue Bolchaïa Ordynka de la ruelle Saint-Clément (Klimentovski pereoulok), jusqu'à la rue Piatnitskaïa. La numérotation commence à la ruelle Saint-Clément. Des ruelles mènent à la Malaïa Ordynka, ce sont les : Iverski pereoulok, Bolchoï Ordynski pereoulok et Maly Ordynski pereoulok. On remarque une maison conservée de l'époque de l'ancienne Zamoskvaritchié tout en bois à un étage.
La rue est desservie par la station de métro Tretiakovskaïa (ligne Kaloujsko-Rijskaïa) et plus loin par les stations Novokouznetskaïa (ligne Zamoskvoretskaïa) et Polianka (ligne Serpoukhovsko-Timiriazevskaïa).

## Origine du nom
La rue doit son nom de la horde tatare qui avait un campement sur la rive gauche de la Moskova (Zamoskvaritchié).

## Historique
La Malaïa Ordynka (petite rue de la Horde) suit parallèlement le tracé de l'ancienne grande route de la Bolchaïa Ordynka (grande rue de la Horde). Du XIVe au XVIe siècle, les routes du quartier de Zamoskvaritchié n'étaient pas sur une ligne nord-sud, mais conduisaient au sud-est. À l'origine, la Bolchaïa Ordynka allait du Baltchoug (à l'emplacement actuel de la place Zatsepskaïa) et se prolongeait par la route de Kolomenskoïé (aujourd'hui rue Doubininskaïa). C'est dans le premier tiers du XVIIe siècle que la configuration actuelle du quartier a pris forme, juste après les dévastations du Temps des Troubles. La Bolchaïa Ordynka prend alors son tracé actuel (vers le sud) et la Malaïa Ordynka la longe comme une route secondaire à l'est de celle-ci.
Du 28 mai 1948 au 13 avril 1992, la rue s'appelait « rue Ostrovski », du nom de l'écrivain Alexandre Ostrovski.

## Bâtiments remarquables et lieux de mémoire

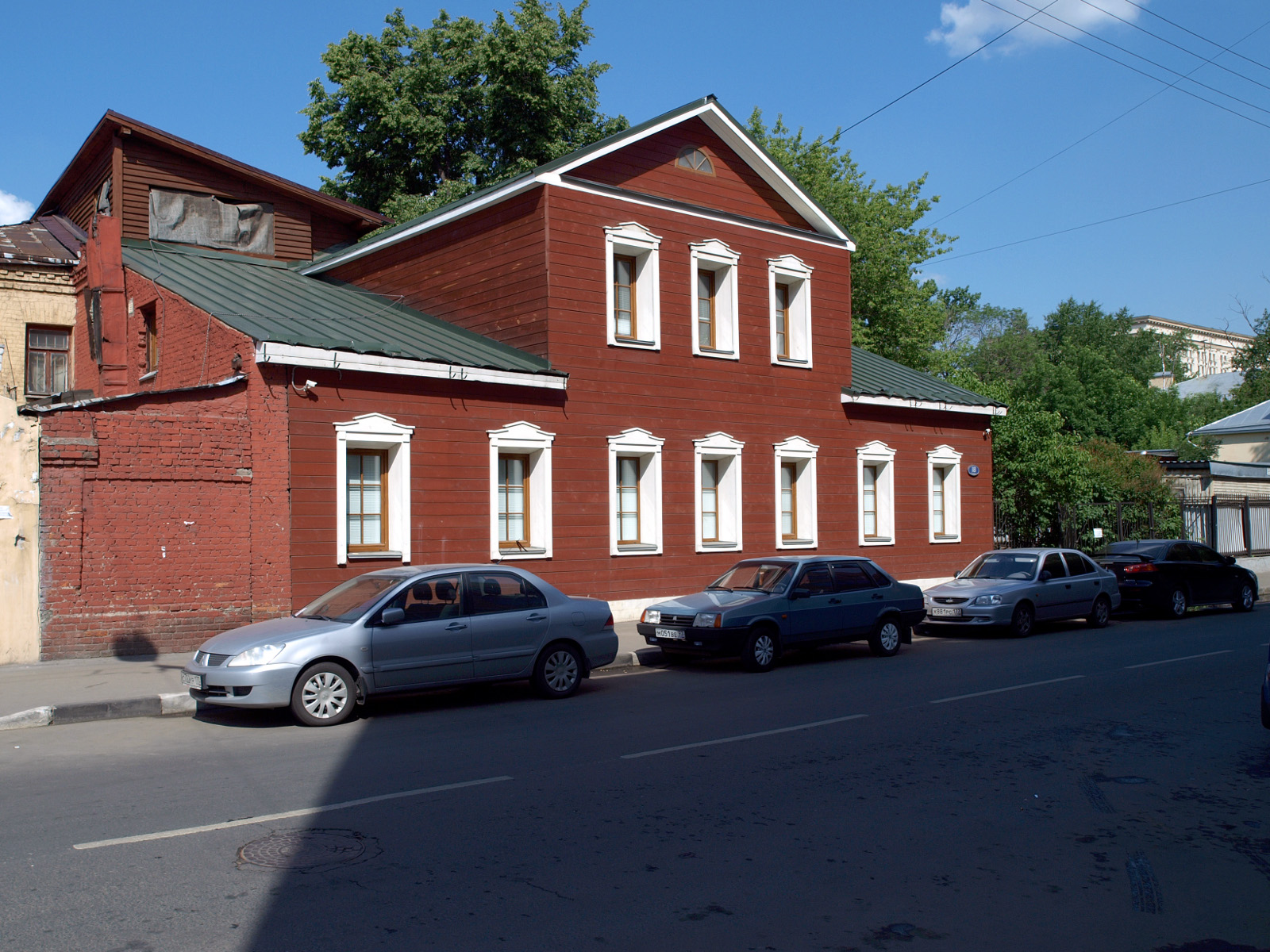
Maison en bois du début du XIXe siècle
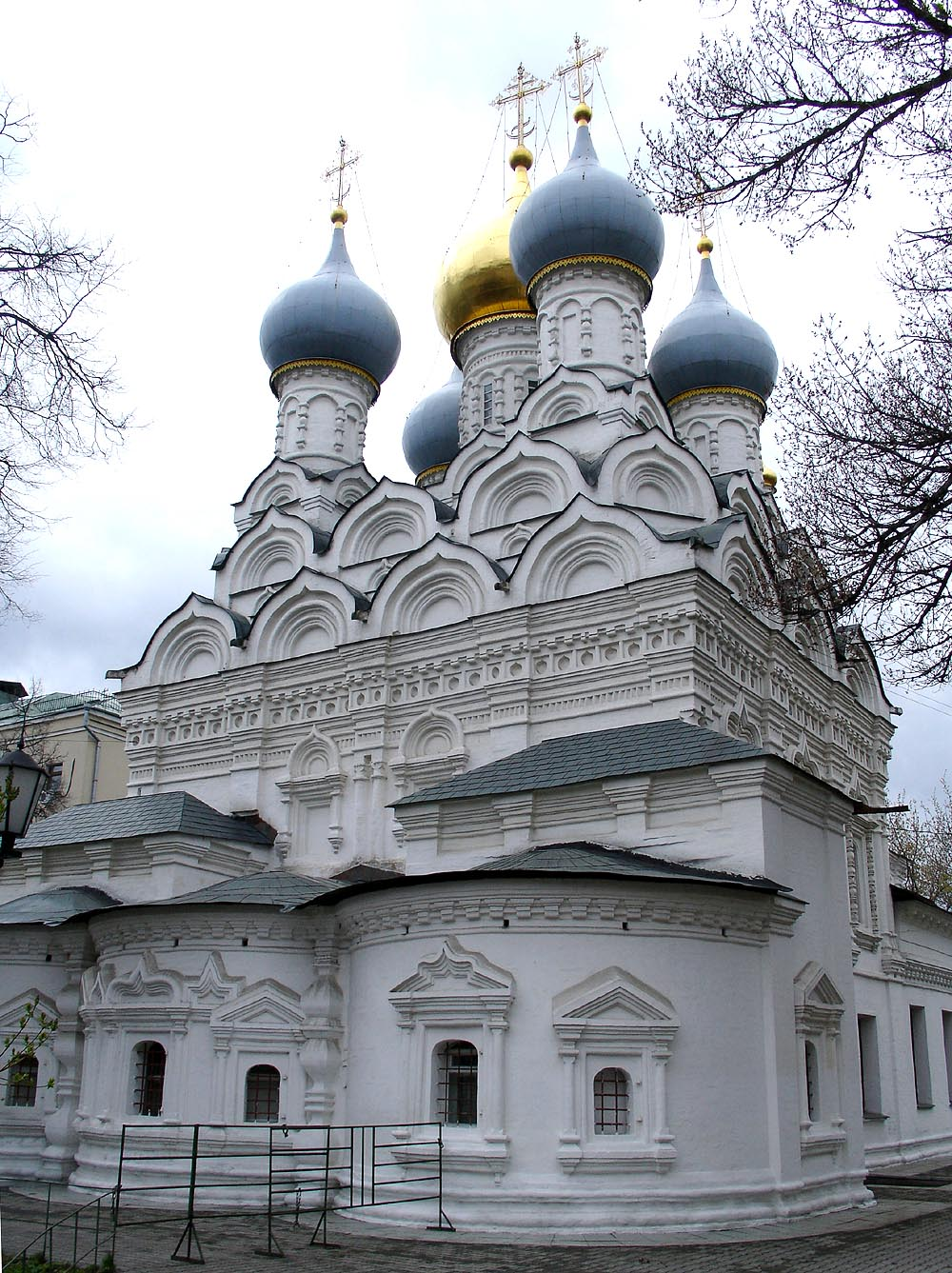
N°6/27 : église Saint-Nicolas
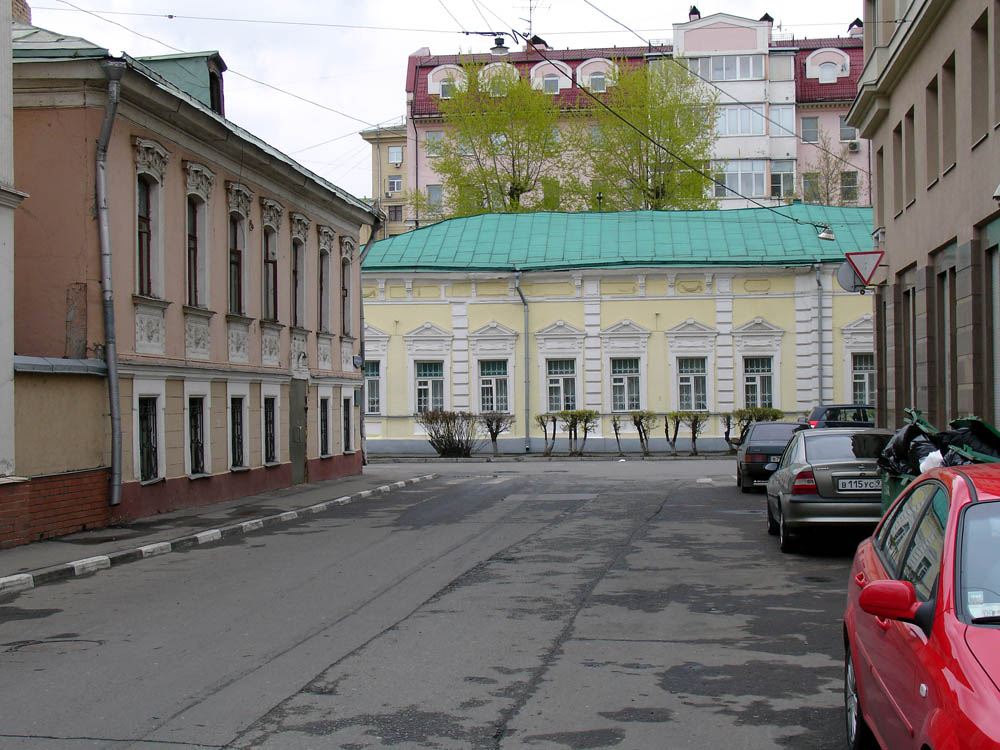
N°35, bât. 1

Côté impair:
- N° 3 : petit immeuble résidentiel (1999), où demeura Boris Nemtsov.
- N° 7, 11 : maison de bois à un étage datant du début du XIXe siècle.

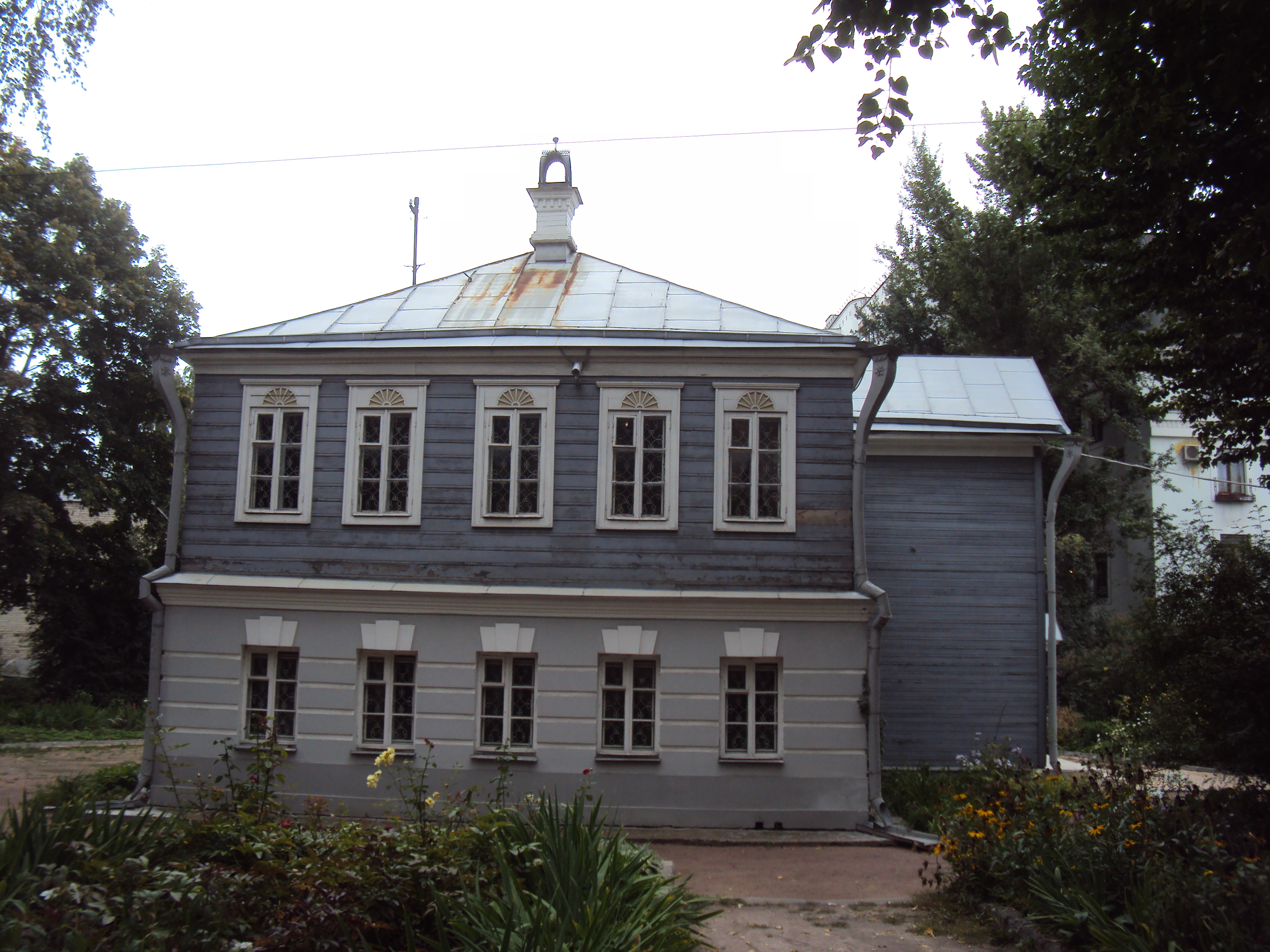
Maison natale d'Alexandre Ostrovski.

- N° 9 : Maison-musée d'Ostrovski[3] qui y naquit en 1823 ; au n° 9/1 se trouve le musée théâtral Bakhrouchine [4]. Un buste de l'écrivain a été placé dans la cour en 1954, sculpté par Gueorgui Motovilov.
- N° 11/ bât. 1 : maison construite en 1791[5].
- N° 17 : faculté d'économie et de politique internationale de l'École supérieure d'économie (auparavant fabrique de bijoux, puis après la Révolution institut technique et ensuite institut de qualification professionnelle auprès du ministère des machines-outil d'URSS). Cet immeuble de briques rouges a été construit en 1895 d'après les plans de l'architecte I. I. Motchalov[6].
- N° 25/4 : Ancienne chaufferie de l'usine de chocolat d'I. D. Ivanov construite en 1909 par Vladimir Sherwood
- N° 29/1 : ancienne fabrique de café, de chocolat et de cacao de la maison « A. et S. Ivanov frères » construite en 1905 par Nikolaï Blagovechtchenski ; ensuite elle a abrité l'usine de chocolat Rot Front, et aujourd'hui le collège d'enseignement supérieur n° 1 d'ingéniérie civile.
- N° 31 : immeuble de la compagnie de l'institut d'enseignement construit en 1912 en style Art nouveau par Ivan Kondakov. Il abrite aujourd'hui le théâtre de la Lune.
- N° 35 : hôtel particulier et maison de rapport de M. I. Sotnikov (1893), œuvre de Nikolaï Stroukov.
- N° 35, bât. 1 : maison de L. I Kachtanov (1881-1893)[5]
- N° 39 : immeuble de rapport d'A. A. Douriline construit en 1910 par Vladimir Sherwood.

Côté pair:
- N° 4/25 : première station de téléphone automatique de l'époque soviétique
- N° 6/27, 8/27a : église Saint-Nicolas-des-Pijy (1672)[5] et presbytère[5] (1890) construite par Alexandre Nikiphorov
- N° 12/31 : hôtel particulier des Syssoline-Golofteïeev, XVIIIe – XIXe siècles[5]
- N° 22/39 : église de l'Icône-de-Notre-Dame-Porte-du-Ciel-sur-Vspolié, 1791-1802[5], construite par Ivan Egotov, en style néo-classique.

- N° 30/6 : Théâtre Glas

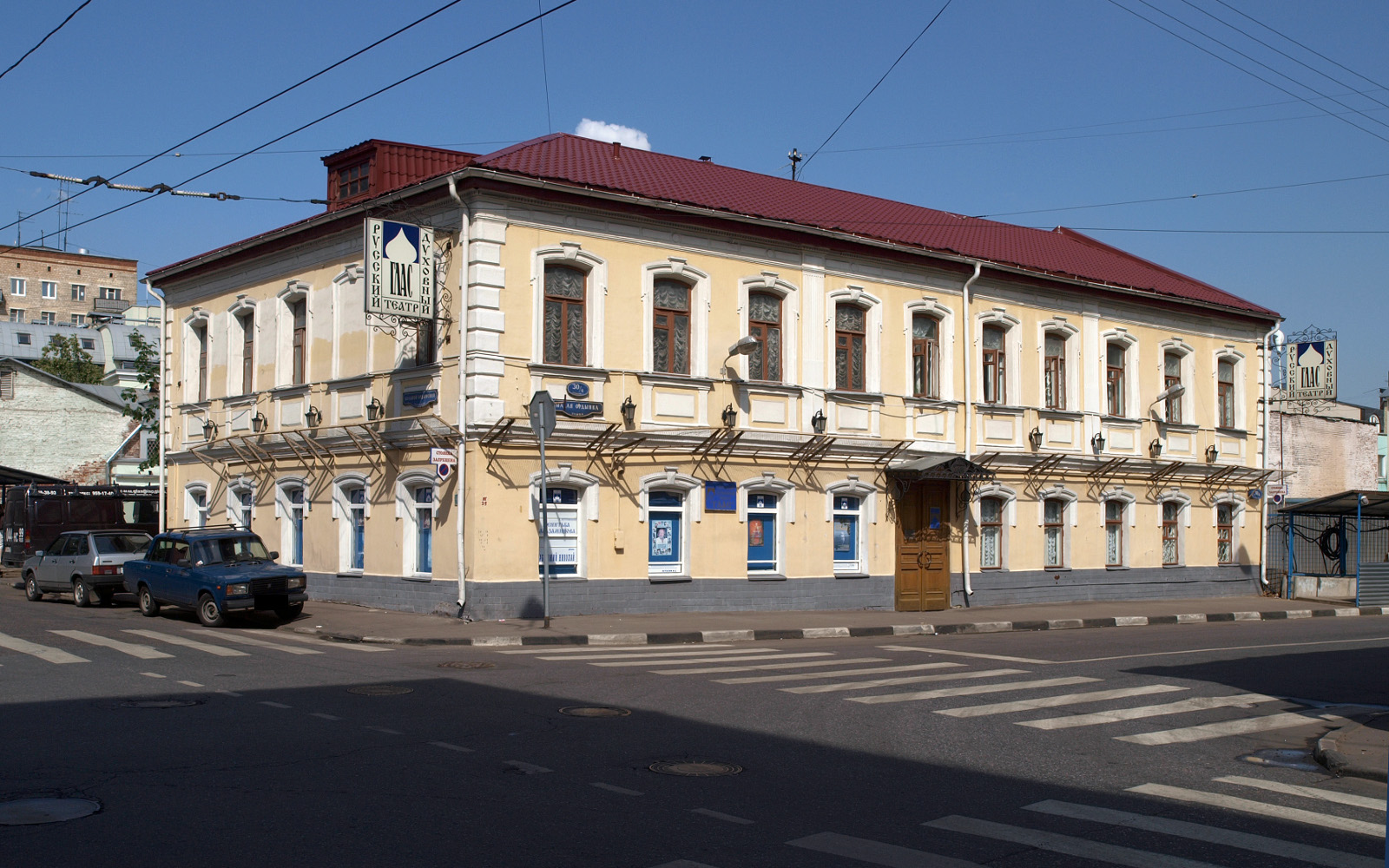
Théâtre Glas

- N° 36 : immeuble de rapport de G. A. Roumiantsev et G. N. Nikiphorov (1913), architecte Stepan Ezerski